# Burg Wettin

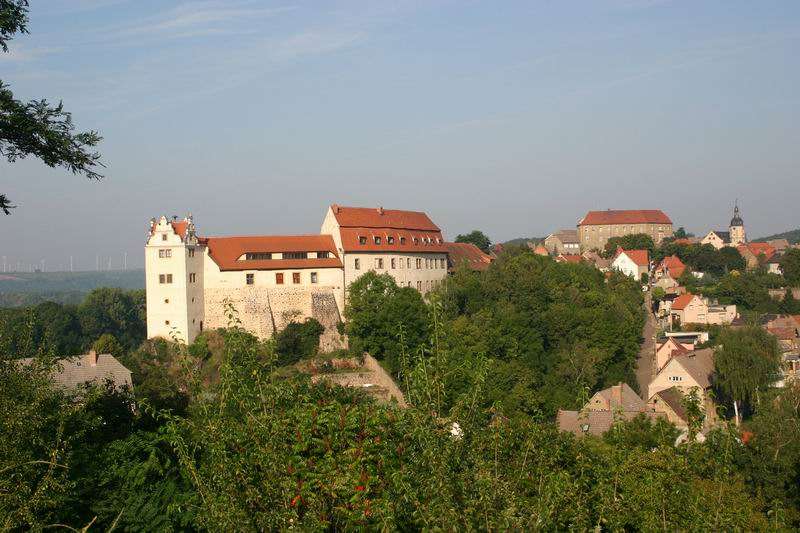
Burg Wettin von Osten, im Vordergrund die Unterburg, hinten die Oberburg

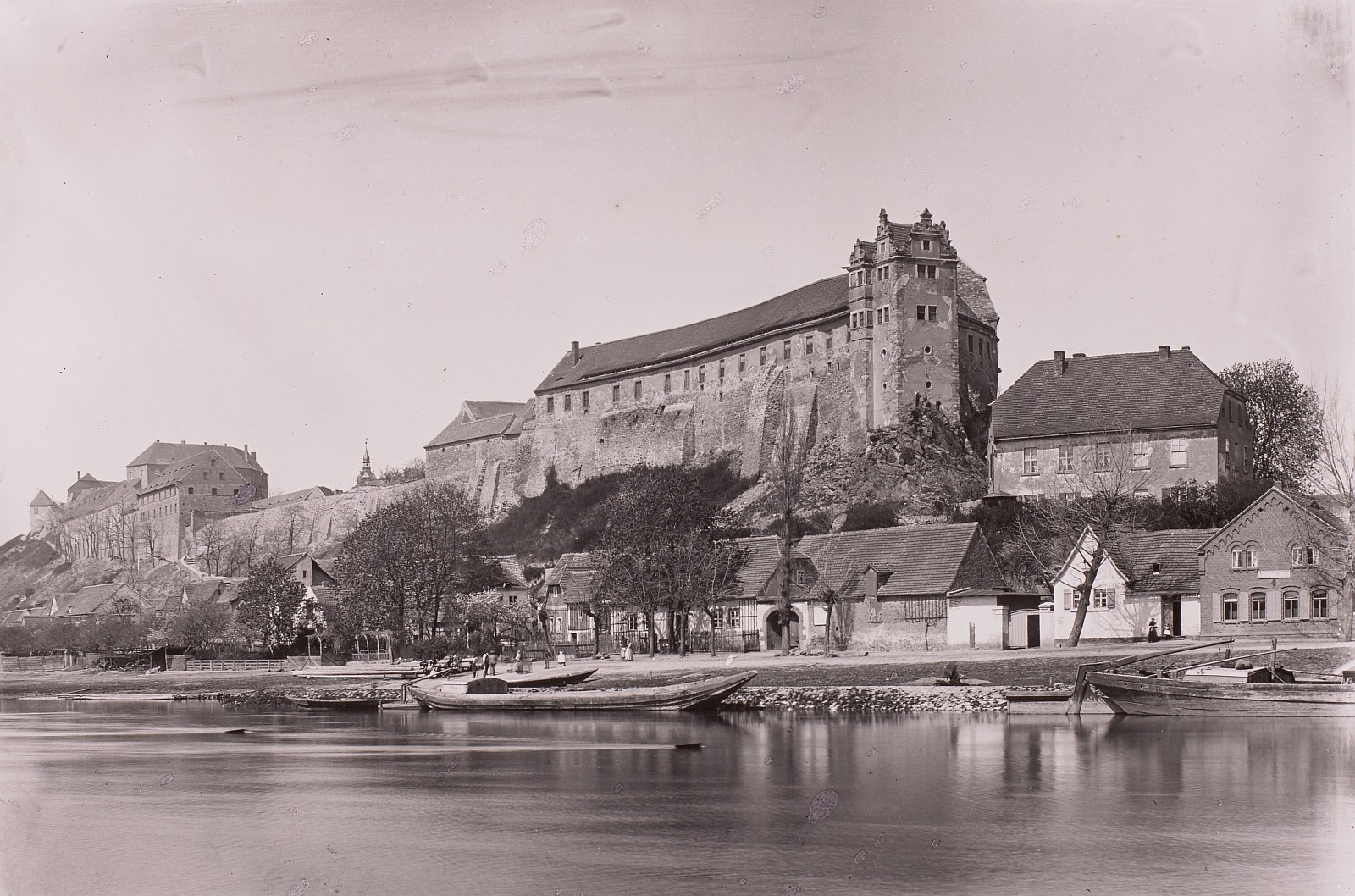
Ansicht um 1885

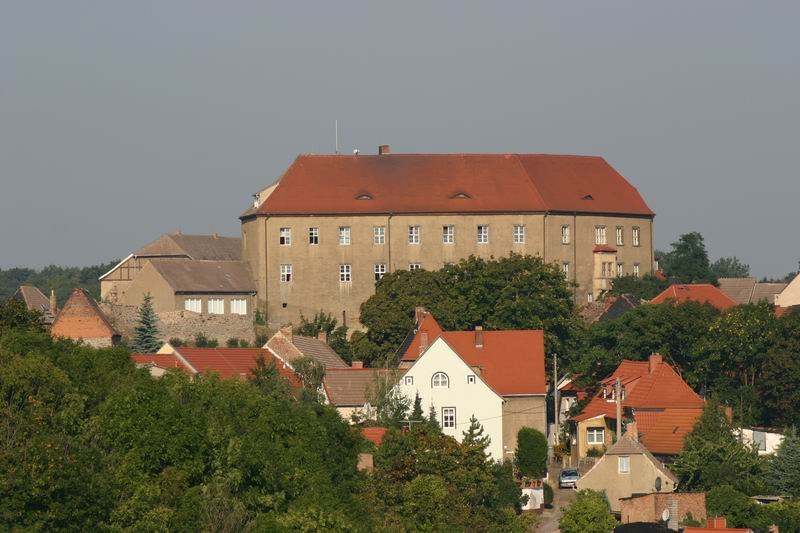
Burg Wettin, Oberburg, Meniussches Haus

Die Burg Wettin, auch Schloss Wettin genannt, ist eine stark überbaute Höhenburg in der Stadt Wettin im Saalekreis in Sachsen-Anhalt. Sie ist die Stammburg der Markgrafen, Kurfürsten und Könige von Sachsen, der Wettiner.

## Geschichte
Die frühe Entwicklung der Burg Wettin liegt wie bei vielen alten Burgen im Dunkel der Geschichte. Es wird angenommen, dass bereits zu karolingischer Zeit eine slawische Burganlage bestand, die im Zuge der Deutschen Ostsiedlung zum Mittelpunkt eines frühdeutschen Burgwards wurde. Der slawische Name der nahen Wüstung Pögritz bedeutet unterhalb der Burg. Der Name Wettin lässt sich auf das altsorbische vitin zurückführen. Vitin stammt von der altsorbischen Wurzel vit, was als Willkommen! übersetzt wird. Demzufolge war der Ort Wettin an einer Saalefurt mit der Burg ein kontrolliertes Eingangstor aus dem germanischen in den slawischen Raum, hier insbesondere in den Gau Nudzici, dessen namensgebender Ort Neutz nicht weit von Wettin liegt.
Eine erste Erwähnung gab es in einer Urkunde König Ottos I. vom 29. Juli 961 als Vitin civitas (Stadt Wettin). Wettin ist hier ein dem Moritzkloster Magdeburg zehntverpflichteter Burgwardort. 1157 erscheint es als „In burcwardo Witin in villa que dictur Pothegrodice“ (im Burgward Wettin im Ort der P. genannt wird) sowie 1126 als Witin. Der Name des nahe bei der Burg gelegenen Ortes Pögritz lässt sich auf das slawische Wort podgrad (im 12. Jh. Pothegrodice) zurückführen, das unter der Burg bedeutet. Ob es sich um eine slawische Siedlung unter einer slawischen Wallburg oder spätere Ansiedlung unterhalb der deutschen Burg handelt, muss noch geklärt werden. Fest steht aber, dass Wettin der Zentralort eines bedeutenden Burgwardes war. Der Burgward gehörte zum Herrschaftsgebiet des Markgrafen Rikdag. Dessen Verwandter Dedo wird im 10. Jh. mit der Grafschaft Wettin belehnt.
Die Altzeller Annalen benennen einen Dietrich II. als Graf in Wettin. Nach der Ermordung Dietrichs 1034 erhielt sein Sohn Thimo die Grafschaft. Dessen Sohn Konrad war als „der Große“ eine wichtige Persönlichkeit in der sächsischen Geschichte. Er residierte ab 1091 auf der Burg.
Von den Grafen von Wettin stammen die Herrscher mehrerer mitteldeutscher Land- und Markgrafschaften (z. B. Meißen, Thüringen), die Herrscher Sachsens und Thüringens sowie zeitweise Polens, Großbritanniens, Belgiens und anderer europäischer Staaten ab.
1123 setzte Konrad Ministeriale aus der Familie von Schochwitz als Burggrafen ein. Die mussten weichen, als Heinrich, Konrads Sohn, ab 1156 auf der Burg residierte. In diesen Zusammenhang ist die Errichtung der Oberburg als Burggrafenburg einzuordnen. Auf dem Burgfelsen gab es nunmehr zwei Burgen mit je einer separaten Vorburg.
1217 starb die Wettiner Linie des Grafengeschlechts aus. Die wettinischen Grafen von Brehna erbten Wettin. Otto IV. von Brehna verkaufte am 14. November 1288 die Grafschaft Wettin an den Erzbischof von Magdeburg. Sie wurde in ein erzbischöfliches Amt umgewandelt. Die Grafen von Brehna waren Mitglieder und Begünstiger des Templerordens. Graf Friedrich II. war Templer und fiel am 16. Oktober 1221 bei Akkon. Sein Sohn Dietrich schenkte um 1240 den Ort Mücheln dem Orden.
Ein edelfreies Geschlecht mit dem Namen Wettin, das die Burg zeitweise zum Lehen hatte, ist mit dem markgräflichen Geschlecht nicht verwandt.
Die weitere Geschichte der Burg ist von etwa 1300 an mit einer komplizierten Lehensvergabe verbunden. Die Oberburg und die Unterburg wurden in mehrere Lehen mit dazugehörigen Ländereien geteilt. Wichtige Lehen waren dabei das Schraplausche und das Trothaische Lehen auf der Oberburg. 1440 war die Familie von Trotha im Besitz beider Lehen der Oberburg. Seit 1592 war das Schraplausche Lehen landesfürstlich brandenburgischer Besitz.
1565 errichtete man auf der Oberburg das Torwarthaus. Der Bergfried der Oberburg erscheint 1640 bei Merian schon ruinös. 1697 wurde er gänzlich abgerissen. Beim Stadtbrand 1660 brannte die Oberburg ab. 1663 verkauften die Trothas ihr Lehen an Johann Heinrich von Menius. Der errichtete 1663 bis 1689 das Meniussche Haus an der Stadtseite.
Die Unterburg wurde 1446 von Erzbischof Friedrich an Koppe von Ammendorf und Caspar aus dem Winckel verkauft. Die Ammendorfer erhielten die Saaleseite und die Winkels die Stadtseite der Burg. 1555 erwarben die Winkels den Ammendorfer Anteil, so dass sie im Besitz der gesamten Unterburg waren. Um 1600 erfolgte ein umfassender Ausbau der Unterburg unter Christoph aus dem Winckel. Auf die Hofseite des Ammendorfschen Hauses wurden drei Giebel in barocken Formen aufgesetzt. Den markanten Winkelturm an der Nordspitze errichtete man 1606. 1768 bis 1770 wurde das Winkelsche Haus im Stil des Rokoko erneuert.
1795 verkauften die Winkels den gesamten Wettiner Besitz an die Familie von Merode, die ihn am 4. November 1803 an Prinz Louis Ferdinand von Preußen veräußerte. Louis Ferdinand ließ bis 1806 das Winkelsche Palais noch einmal zu Wohnzwecken ausbauen. Nach seinem Tod wurde die Unterburg nur noch zu Wirtschaftszwecken verwendet. Die Pächter richteten eine Brauerei und eine Brennerei in den Gebäuden ein. Zwischen 1806 und 1813 riss man das Torhaus an der Nordseite ab und verbreiterte die Zufahrt. Um 1830 wurden die Obergeschosse des Nord- und des Südflügels abgetragen. Der schon lange Zeit ruinöse Bergfried wurde 1860 ebenso abgetragen wie 1840 die Petrikirche. Mehrere Wirtschaftsgebäude entstanden im 19. und 20. Jahrhundert auf dem Burggelände. Sie bestimmen heute noch das Bild der Burg. Der Bereich des Tores der Unterburg wurde nach 1930 im Zuge ihrer Nutzung als Gauführerschule der NSDAP stark verändert.
Anfang der 1950er Jahre zog die Finanzwirtschaftsschule für Landwirte in die Unterburg ein.

## Archäologische Untersuchungen
Ausgrabungen durch Paul Grimm in den 1930er Jahren stellten Mauern (Steinmauern in Lehm gelegt) fest, die auf das Vorhandensein einer Burg im 10. Jh. hindeuten. An den Steilhängen gab es die erwähnten Mauern, während die Erhöhung am Nordwestende der Kernburg als Wall in Erde-Holz-Bauweise mit vorgelagertem Burggraben gedeutet wird. Die ältesten Mauern werden durch eine zwei Meter breite Ringmauer aus der Zeit um 1100 überlagert. Die Datierung konnte anhand von Scherbenfunden durchgeführt werden. Damit wurde der Standort der Grafenburg auf dem Gelände der heutigen Unterburg bewiesen.
Neue Ausgrabungen, die seit November 2018 im Zusammenhang mit Bauarbeiten zur Erweiterung des Gymnasiums durchgeführt wurden, brachten zusätzliche Einsichten in die Bau- und Nutzungsgeschichte der Burg.

## Schäferschule
Von 1955 bis zu ihrer Auflösung 1991 befand sich in der Oberburg die Schäferschule Wettin, die einzige Spezialberufsschule für Schäfer in Mitteleuropa.

## Ingenieurschule für Agrochemie und Pflanzenschutz
1963 zog ein Teil der Fachschule für Pflanzenschutz nach Wettin um, auf der Wettiner Unterburg wurde das 2. und 3. Studienjahr ausgebildet. 1965 begann man mit dem Bau zusätzlicher Internats- und Unterrichtsräume im Bereich des Petersgarten (die inzwischen teilweise wieder abgetragen wurden). 1968 / 69 wurde die Fachschule für Pflanzenschutz in eine Ingenieurschule für Agrochemie und Pflanzenschutz umgewandelt. 1970 konnte die Schule um ein Techniklabor im Bereich der Mittelburg (heute Kunsttrakt) erweitert werden. In dieser Zeit ist auch aus dem Kohlenkeller die Turnhalle entstanden. Pro Jahrgang bildeten ca. 40 Lehrer ca. 100 Studenten im Direktstudium, 50 Studenten im Fernstudium und Agrarpiloten im Bereich Pflanzenschutz und Düngung aus. 1990 ging die Burg in den Besitz des Saalkreises über.

## Burg-Gymnasium
1991 wurde auf dem Burggelände das Burg-Gymnasium Wettin eingerichtet, das mit seinem Fachbereich Kunst einzigartig in Mitteldeutschland ist. Der Schule ist ein Internat für die Schüler der Kunstklassen angeschlossen, die auch ihr Abitur aufgrund einer Sonderregelung in Kunst ablegen. Es besteht enger Kontakt zur Hochschule für Kunst und Design in Halle an der Saale.

## Siehe auch

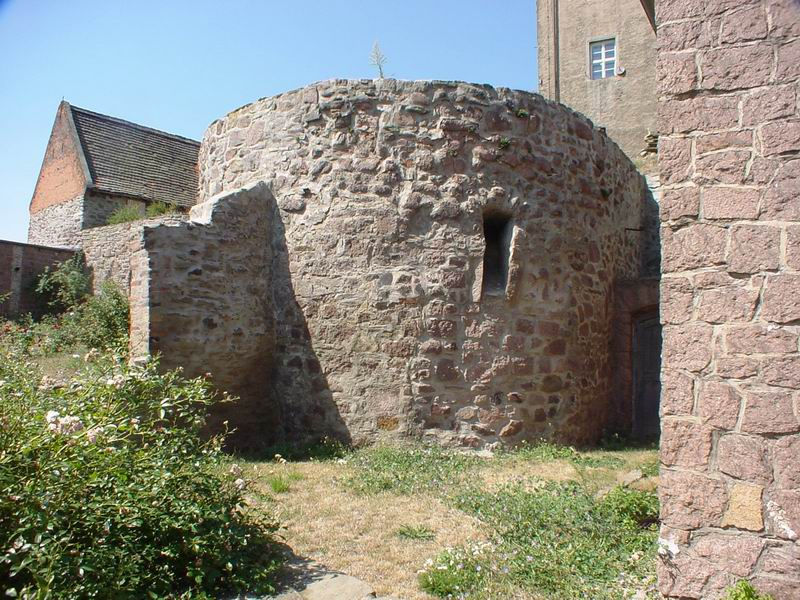
Burg Wettin, Schalenturm in der Oberburg.
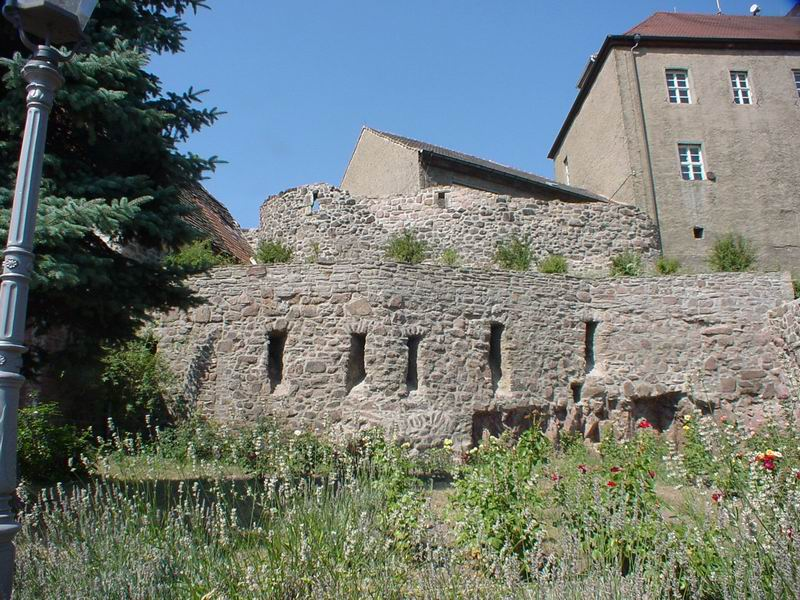
Burg Wettin, Zwingermauern in der Oberburg.
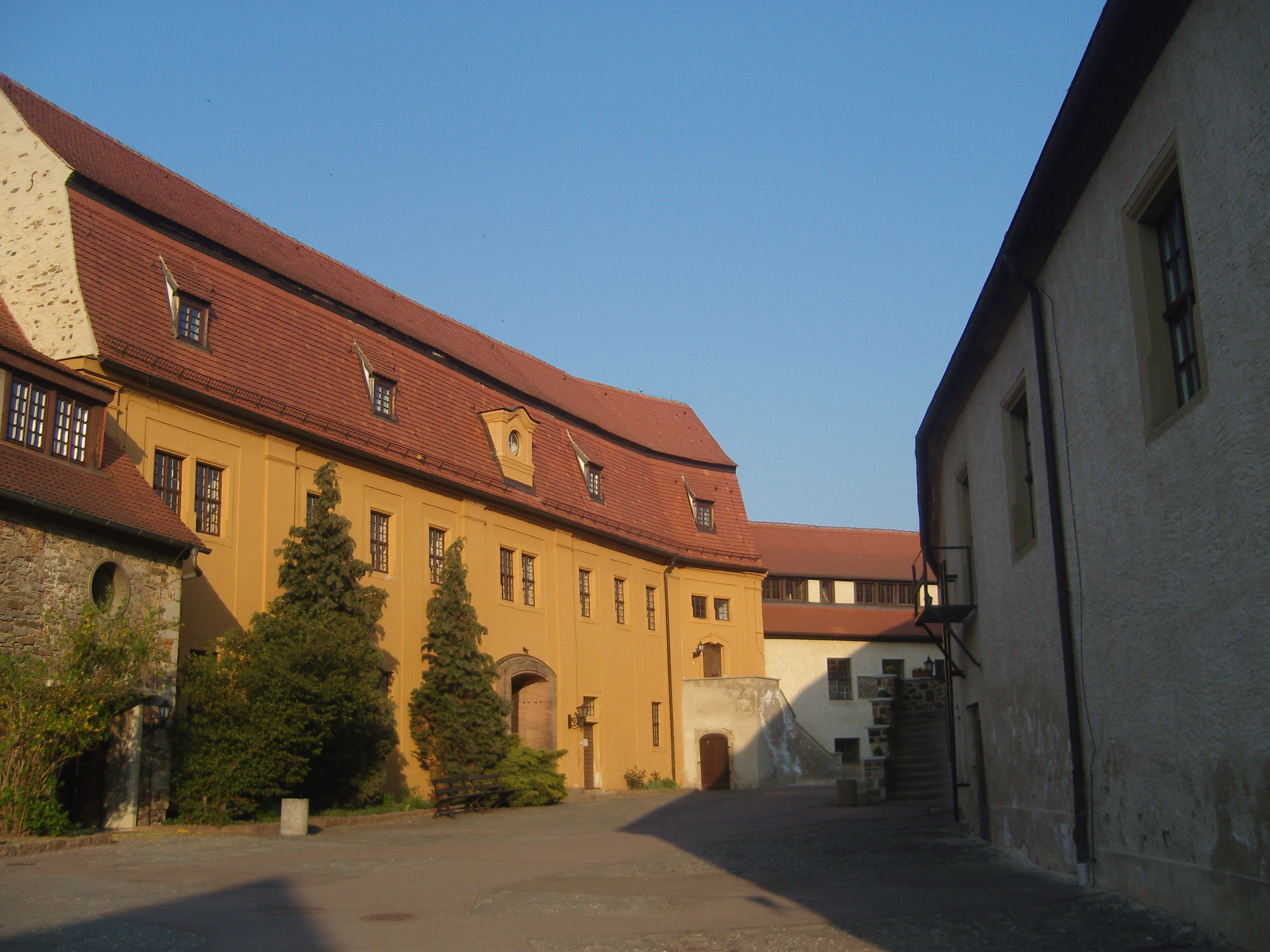
Burg Wettin, Winkelsches Palais in der Unterburg.
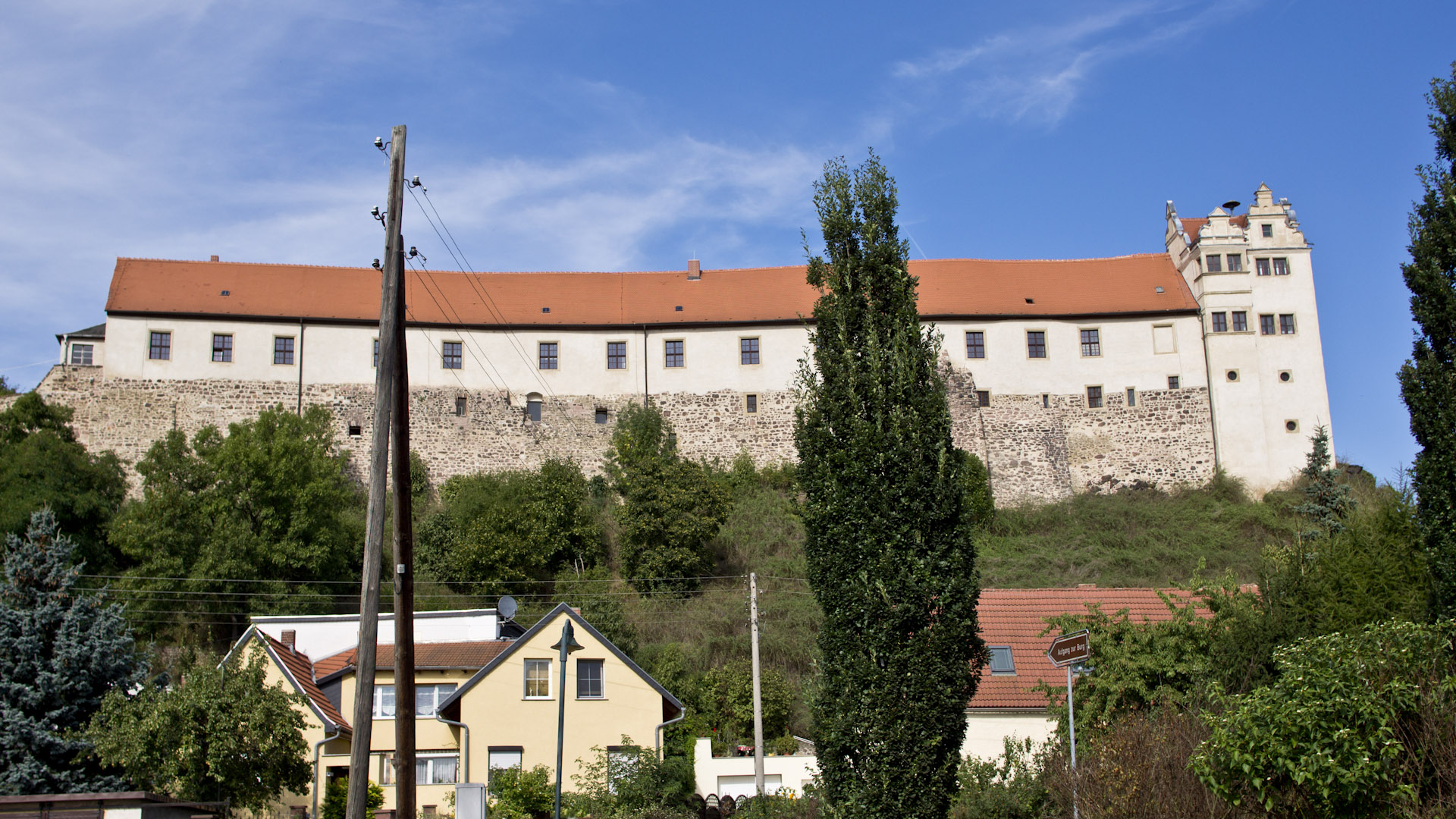
Burg Wettin, Sicht vom Saale-Radweg
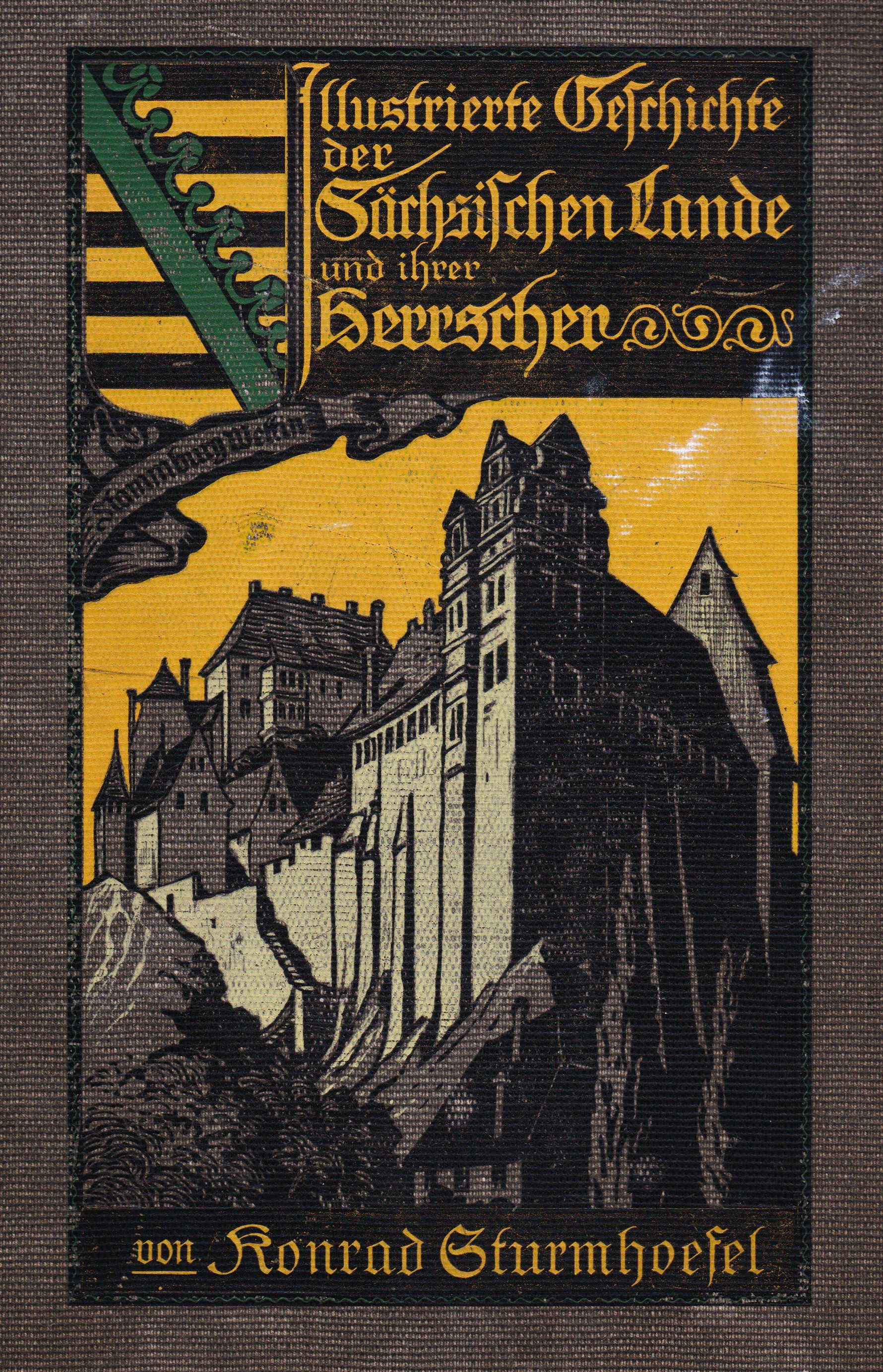
Burg Wettin auf einem Buchdeckel von 1908